# 풀잎들
《풀잎들》은 2018년에 개봉한 대한민국의 영화이다. 

## 캐스팅
- 김민희 :  아름 역
- 정진영 : 경수 역
- 기주봉 : 창수 역
- 서영화 : 성화 역
- 김새벽 : 지영 역
- 안재홍 : 홍수 역
- 공민정 : 미나 역
- 한재이
- 이유영 : 순영 역
- 신석호
- 김명수 : 재명 역
- 강태우 : 한복입은 남자 역

## 같이 보기
- 2018년 대한민국의 영화 목록